# Maximilian Klein von Diepold
Maximilian „Max“ Klein von Diepold (* 9. Oktober 1873 in Wilhelmshöhe bei Kassel; † 2. Oktober 1949 in Dorndorf, Westerwald) war ein deutscher Landschafts- und Tiermaler der Düsseldorfer Schule.

## Leben
Klein von Diepold war Sohn des Düsseldorfer Malers Friedrich Emil Klein und dessen Ehefrau, der Dichterin Friederika Wilhelmina Ada von Diepold, sowie Bruder der Maler Leo und Julian Klein von Diepold und des Kunstschriftstellers Rudolf Klein-Diepold. Er wuchs seit 1873 in Düsseldorf auf, wo er ersten Malunterricht von seinem Vater erhielt. Ab 1889 studierte er Malerei an der Kunstakademie Düsseldorf. Dort war Heinrich Lauenstein sein Lehrer. Dann wechselte er an die Kunstakademie Antwerpen. Mit Poppe Folkerts, Paul Ernst Wilke, August Heitmüller, seinem Bruder Julian und weiteren Personen gründete er 1926 den „Künstlerbund Norderney“.
Klein von Diepold malte Landschaften an der norddeutschen Küste, im Westerwald und vor allem in der Eifel.